# Jarrad Paul
Jarrad Paul est un acteur et scénariste américain né le 20 juin 1976 à Miami, Floride, États-Unis. 

## Biographie
Jarrad Paul a déménagé à Los Angeles après le lycée.
De 2004-2009, il a joué dans 7 épisodes de la série Monk comme Kevin Dorfman, un voisin de Monk.

## Filmographie

### Cinéma

#### Court métrage
- 1997 : Anticipating Sarah de Seth Edelstein : Eddie
- 2006 : K-7 de Christopher Leone : Vince Kincaid
- 2006 : Master Kowalski de Julian M. Kheel : Kowalski
- 2013 : Plan C : Doctor

#### Long métrage
- 1997 : Menteur, menteur (Liar Liar) de Tom Shadyac : Zit Boy
- 1998 : Folle d'elle (What I Did for Love) de Jérôme Cornuau : Thomas
- 2002 : 40 jours et 40 nuits (40 Days and 40 Nights) de Michael Lehmann : Duncan
- 2005 : Match en famille (Kicking & Screaming) de Jesse Dylan : Beantown Employee
- 2005 : Bewitched (Bewitched) de Nora Ephron : Valet
- 2006 : Raymond (The Shaggy Dog) de Brian Robbins : Larry
- 2008 : Yes Man de Peyton Reed : Reggie
- 2013 : My Movie Project (segment "The Proposition") de Steve Carr : Bill

### Télévision

#### Téléfilm
- 1989 : Dad's a Dog : Lawrence Dryden
- 1990 : A Family For Joe : Chris Bankston

#### Série télévisée
- 1992 : Home Fires (6 épisodes) : Jesse Kramer
- 1994 : Les Anges du bonheur (Touched by an Angel) (saison 1, épisode 02 : L'Ultime Rencontre) : Dink Whitten
- 1995 : Legends (12 épisodes) : Skeeter
- 1995 : La Vie de famille (Family Matters) (saison 7, épisode 07 : Course amoureuse) : Kevin
- 1995 - 1996 : Papa bricole (Home Improvement) (4 épisodes) : Jason
- 1996 : Code Lisa (Weird Science) (saison 4, épisode 03 : Le Pantin amoureux) : Gary
- 1996 : Cybill (saison 2, épisode 18 : À la recherche du dinosaure) : Director
- 1997 : Men Behaving Badly (saison 1, épisode 16 : Je suis ce que je suis) : Pipsqueak
- 1997 : Ned et Stacey (saison 2, épisode 18 : I Like Your Moxie) : Mark
- 1997 : Seinfeld (saison 9, épisode 02 : La Voix) : Darren
- 1997 : Buffy contre les vampires (Buffy the Vampire Slayer) (saison 2, épisode 07 : Mensonge) : Diego
- 1999 : Ultime Recours (Vengeance Unlimited) (saison 1, épisode 13 : La Clique) : Adam Krieger
- 1999 : Beverly Hills 90210 (saison 9, épisode 12 : Tribulations) : Brian
- 1999 : Rude Awakening (saison 2, épisode 04 : Beaucoup de bris pour rien) : Mohel
- 1999 - 2000 : Action (13 épisodes) : Adam Rafkin
- 2001 : Les Experts (CSI: Crime Scene Investigation) (saison 1, épisode 12 : Tout feu, tout flamme) : Teller
- 2001 : Temps mort (Dead Last) (saison 1, épisode 07 : Aïe !) : Dr Leonard
- 2001 - 2002 : UC: Undercover (11 épisodes) : Cody
- 2002 : Le Monde merveilleux d'Andy Richter (Andy Richter Controls the Universe) (saison 2, épisode 05 : Andy, je t'aime) : Todd
- 2004 - 2009 : Monk (7 épisodes) : Kevin Dorfman
- 2007 : The Singles Table : Adam Leventhal
  - (saison 1, épisode 01 : Pilot)
  - (saison 1, épisode 02 : The Work Dinner)
- 2007 : See Jayne Run (épisode pilote)
- 2010 : Important Things with Demetri Martin (saison 2, épisode 05 : 2) : Bill
- 2011 : Allen Gregory :
  - (saison 1, épisode 03 : Gay School Dance) : Announcer (voix)
  - (saison 1, épisode 04 : Interracial McAdams) : Brian (voix)
- 2015 : The Grinder : Impossible n'est pas Grinder  (saison 1 épisode 2)  : Pincus
- 2016 : The Grinder : Titre français inconnu (For the People)  (saison 1 épisode 20)  : Pincus